# Microsoft Office Communicator
Microsoft Office Communicator este o mesagerie instantă utilizat cu Microsoft Office Communications Server și înlocuiește Windows Messenger.